# Universidad de Albany
La Universidad Estatal de Nueva York en Albany, conocida simplemente como Universidad de Albany, es una universidad pública que forma parte del sistema de la Universidad Estatal de Nueva York, creado en 1948. Fundada en 1844 como la "Escuela Normal del Estado de Nueva York", actualmente brinda 50 carreras de pregrado y 125 programas de posgrado, además de actividades extracurriculares.
Se compone de 3 campus: el Campus Uptown en Albany y Guilderland, el Campus Downtown en Albany y el Campus de Ciencias de la Salud en la ciudad de Rensselaer. La Universidad tiene más de 17,500 estudiantes repartidos en 4 facultades y 5 escuelas. Cuenta además con varios centros que realizan actividades de investigación.

## Historia
La universidad fue por mucho tiempo un centro educativo financiado por el Estado, hasta que se formó la Universidad Estatal de Nueva York en 1948. Comenzó como la "Escuela Normal del Estado de Nueva York" (o Escuela Normal de Albany) el 7 de mayo de 1844, como una decisión de la legislatura estatal. Abrió con 29 estudiantes y cuatro facultades en una terminal ferroviaria en State Street, en el corazón de la ciudad. La misma fue la primera institución de educación superior autorizada por el Estado de Nueva York.
Dedicada a entrenar estudiantes neoyorquinos como maestros de escuela y administradores, a principios de la década de 1890 la escuela se había convertido en el "Colegio Normal del Estado de Nueva York en Albany". En 1905 actualizó su plan de estudios, ahora con una duración de 4 años, con lo que se convirtió en la primera institución de educación superior en Nueva York con el poder de otorgar el grado de licenciatura.
En 1909 se construyó un nuevo campus, hoy el Campus Downtown, en un área de 18,000 metros cuadrados entre las avenidas Washington y Western. En 1913 la institución tuvo 590 estudiantes y 44 miembros de facultades; inauguró el grado de maestría y pasó a llamarse "Colegio de Maestros del Estado de Nueva York en Albany" (o simplemente Colegio de Maestros), con su alumnado alcanzando una cifra de 1,424 en 1932. Durante ese tiempo, la institución desarrolló un plan de estudios similar al de 4 años de los colegios de arte, pero no abandonó su labor principal de formar maestros.
En 1948 se creó el sistema de la Universidad Estatal de Nueva York (SUNY, por sus siglas en inglés), con el Colegio para Maestros y las demás escuelas de formación de maestros del estado como núcleo; esto como parte de la visión del Governador Nelson Rockefeller de crear un sistemas universitario público para hacer frente al número de estudiantes nacidos en el baby boom posterior a la Segunda Guerra Mundial, y para lo cual lanzó un programa de construcción masivo que creó más de 50 campus. Así, en 1959 el Colegio de Maestros cambió su nombre a Colegio SUNY para la Educación en Albany, y en 1961 se volvió completamente un colegio de artes liberales, cambiando su nombre una vez más a Colegio de la Universidad del Estado en Albany.
Finalmente, en 1962 (118 años después de su fundación), la institución fue oficialmente designada como un centro universitario de SUNY que otorga el grado de doctorado, llamándose desde entonces Universidad Estatal de Nueva York en Albany. Ese mismo año, Rockefeller comenzó la construcción del actual Campus Uptown, donde antes era el Club de Campo de Albany. El ahora campus sede de la Universidad fue diseñado por el arquitecto Edward Durell Stone, en 1960-61 y finalizado en 1963. El primer dormitorio del campus abrió en 1964, y las primeras clases en otoño de 1966. Para 1970, el alumnado había crecido a 13,200 y en las facultades a 746. Ese año las protestas contra la guerra de Vietnam involucraron a la Universidad cuando se exigió un paro estudiantil en respuesta al asesinato de protestantes en la Universidad de Kent. El Campus Downtown comenzó a dedicarse al campo de las políticas públicas: justicia criminal, asuntos públicos, ciencia de la información y bienestar social. En 1985, la universidad abrió la Escuela de Salud Pública, un esfuerzo conjunto con el Departamento de Salud del Estado.
En 1983, el escritor William J. Kennedy fundó el Instituto de Escritores del Estado de Nueva York, que ha fecha de 2013 había albergado a más de 1,200 escritores, poetas, periodistas, historiadores, dramaturgos y productores de cine. Durante la década de 1990, la universidad construyó el complejo NanoTech, con 42 mil metros cuadrados, que se sumaron al Campus Uptown. En 2006, se volvió la sede del Colegio de Ciencia a Nanoescala e Ingeniería, que en 2014 se unió al Instituto de Tecnología de la Universidad Estatal de Nueva York en Utica.
En el 96, se abrió un tercer campus 19 km al este del Campus Uptown, en el Condado de Rensselaer; el Campus del Este, renombrado en 2016 Campus de las Ciencias de la Salud. Esto cuando la universidad adquirió antiguos laboratorios y los convirtió en laboratorios de la universidad, aulas de clase y una incubadora de empresas concentrada en avances de biotecnología y otras disciplinas relacionadas con la salud. En 2005, este campus se volvió la sede del Centro Gen*NY*Sis para la Excelencia en la Genómica del Cáncer de la Universidad. 
En la primavera de 2005, la Universidad creó el Colegio de Computación e Información, con facultades en los campus Uptown y Downtown. En otoño de 2015, este fue reemplazado por el Colegio de Ingeniería y Ciencias Aplicadas, que integró todos sus programas; además se abrieron el Colegio de Preparación para Emergencias, Seguridad Nacional y Ciberseguridad. Ya en 2013 se había construido el Estadio Tom y Mary Casey. 
En agosto de 2017 se realizó una gran renovación de $10,3 millones al Patio Colonial, una residencia para estudiantes, la primera renovación desde su construcción en 1966. En septiembre del mismo año, el Dr. Havidan Rodríguez, el exdecano y fundador de la Universidad de Texas Valle del Río Grande, inició como vigésimo presidente de la Universidad, convirtiéndose en el primer presidente latino/hispano de alguno de los campus de la SUNY.

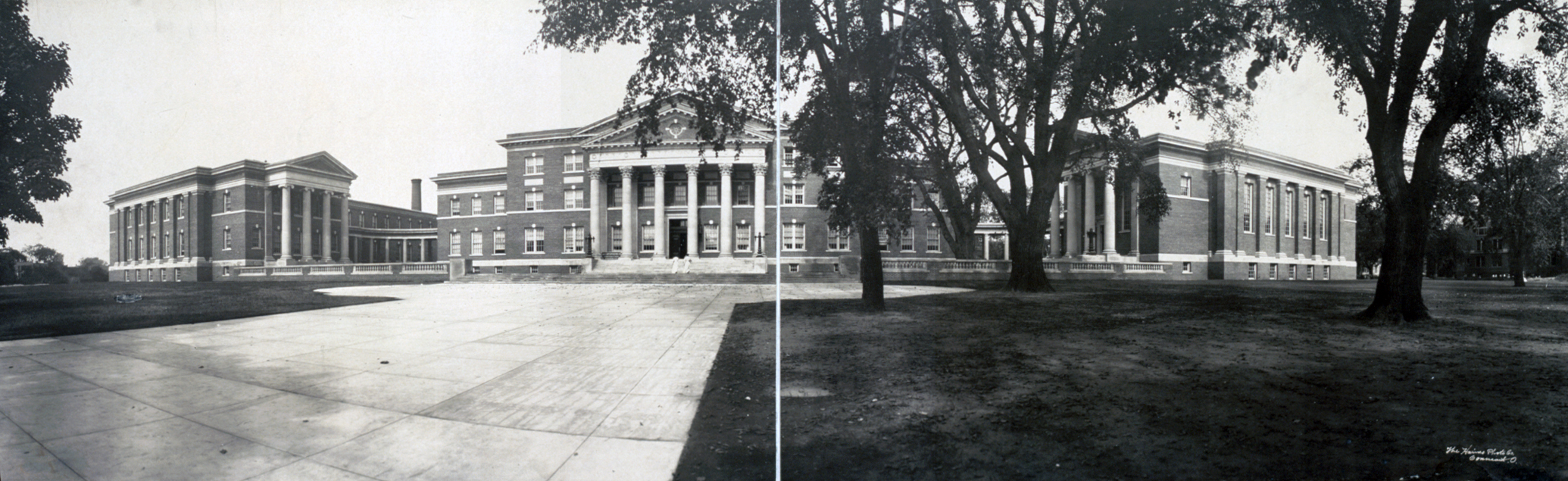
Escuela Normal del Estado de Nueva York en la Avenida Western en 1909.

| Nombre                                                 | Periodo                   |
| ------------------------------------------------------ | ------------------------- |
| Escuela Normal del Estado de Nueva York                | 7 de mayo de 1844 -       |
| Colegio Normal del Estado de Nueva York en Albany      | Principios de 1890 - 1913 |
| Colegio de Maestros del Estado de Nueva York en Albany | 1913 - 1959               |
| Colegio SUNY para la Educación en Albany               | 1959 - 1961               |
| Colegio de la Universidad del Estado en Albany         | 1961 - 1962               |
| Universidad Estatal de Nueva York en Albany            | 1962 - ahora              |

## Campus
La universidad cuenta con 3 campus: el campus principal, The Uptown Campus, más el Downtown Campus y el Health Sciences Campus —Campus de las Ciencias de la Salud— (véase: términos downtown y uptowwn). 

### CampusUptown
El campus principal se halla en Albany, con una parte de sus dormitorios y el complejo de atletismo en el vecindario de McKownville, en Guilderland. Cuenta además con un Centro de Artes Escénicas: con teatros, salas de recitales y espacios de entrenamiento; con un Museo de Arte, el Instituto de Escritores del Estado de Nueva York, un laboratorio del Servicio Meteorológico Nacional, un acelerador lineal para estudios sobre física y un centro para pruebas de informática. También dispone para los estudiantes de: estancias, una cafetería, restaurantes, un salón de bailes, facilidades bancarias, salas, una tienda de conveniencia y una librería Barnes & Noble.
Cuenta con 4 residencias que albergan unos 1,200 estudiantes cada una y se conformas de un edificio de 23 pisos y tres auditorios de 3 pisos. Los espacios para actividades al aire libre incluyen canchas de tenis, basquetball y voleibol iluminadas, y áreas amuralladas multiusos, incluyendo el campo del equipo de hockey y el campo John Fallon, para lacrosse femenino y masculino, con capacidad para 2,500 espectadores. Se haya también el Estadio Tom y Mary Casey, con 8,500 asientos, hogar del equipo de football masculino y femenino. Las locaciones para el atletismo bajo techo se concentran en la Arena SEFCU, con una arena con capacidad para 4,800 espectadores, una pista de carreras, un centro de fitness, un complejo para entrenar atletismo, y dos locker rooms grandes, aparte de los locker rooms de los equipos. Todos los edificios son accesibles para personas discapacitados, además de tener asientos especiales para las mismas. El Centro de Educación Física incluye una piscina, casilleros, salas de levantamiento de peso y wrestling, estudios de danza y salas de basquetball, balonmano y squash.
El mismo ejemplifica el estilo usado por su diseñador, Edward Durell Stone, en sus principales proyectos entre 1953 y 1970, como ser el énfasis en residenciales cuadrangulares rodeando los principales edificios. Fue la locación de la película de 1981, Rollover, por su parecido con la arquitectura del Oriente Medio.

### CampusDowntown
El Campus Downtown un complejo estilo gregoriano clásico; se localiza en las Avenida Sur 135 en Albany, a 1.6 km del Capitolio de Nueva York y del Empire State Plaza. Por mucho tiempo (1909-1966) fue el campus principal, siendo el sitio original del Colegio de Maestros del Estado de Nueva York. Su construcción comenzó en 1909 con tres edificios: Draper, Husted y Hawley; después de que un incendio acabara su anterior localización en la calle Willett. En 1929 se construyeron los edificios Richardson, Page y la Escuela Milne, y en 1960 se agrandaron los edificios Draper y Richardson. El edificio Husted recibió importantes mejoras en 2009, y un proyecto subsecuente de eficiencia energética le valió la Placa al Edificio de Alto Rendimiento de la Autoridad de Desarrollo e Investigación Energética del Estado de Nueva York.
En el Campus Downtown se halla la Facultad Rockefeller de Asuntos y Políticas Públicas, la Escuela de Justicia Criminal, la Escuela de Seguridad Social y la Facultad de Ingeniería y Ciencias Aplicadas; así como una de las tres librerías de la Universidad, la Librería de Posgrado Thomas E. Dewey, en el edificio Hawley.

### Campus de Ciencias de la Salud
El Campus de Ciencias de la Salud, con 350 mil metros cuadrados, era un antiguo complejo farmacéutico, obtenido en 1996 y localizado en One University Place en Rensselaer. Es un centro tecnológico de investigaciones en biosciencia. Es sede de la Escuela de Salud Pública y de 15 compañías privadas de biotecnología, algunas de las cuales forman parte del programa de de incubación de empresas de la universidad. Sus edificios de investigación incluyen el Centro de Investigación del Cáncer, abierto en 2005 y hogar del Gen*NY*Sis Center para la Excelencia en la Genómica del Cáncer y el Centro de Genómica Funcional, que hace investigaciones en microarreglos, proteómica, biología molecular y transgénicos. 

## Oferta académica y centros de investigación
La Universidad cuenta con cuatro facultades y cinco escuelas, más una facultad de honores:
Facultad de Artes y Ciencias
Es la mayor división académica de la Universidad, con 21 departamentos: El departamento de estudios de afrodescendientes, de antropología, arte e historia del arte, ciencias ambientales y atmosféricas, ciencias biológicas, química, comunicación, estudios del este asiático, economía, inglés, geografía y planificación, historia, lenguaje, literaturas y culturas, estudios de latinos estadounidenses, latinoamericanos y caribeños; matemáticas y estadísticas, música y teatro, filosofía, física, psicología, sociología y estudios de género y sexualidad.
La educación de pregrado consiste de 56 carreras en dichas áreas, junto a sus asignaturas secundarias; otras 17 asignaturas secundarias y programas de cooperación interdisciplinaria que incluyen arte, estudios humanísticos, ciencias físicas y ciencias sociales. La Facultad incluye los siguientes centros de investigación: 
| Centro de Escaneo Biológico                                             | Centro para la Investigación Histórica Aplicada                          |
| Centro para el Observatorio Astronómico                                 | Centro para el Autismo y las Discapacidades Relacionadas                 |
| Centro para la Eliminación de las Disparidades de Salud de las Minorías | Centro para el Lenguaje y la Comunicación Internacional                  |
| Centro para Estudios Latinos, latinoamericanos y del Caribe             | Centro para la Bioquímica y la Biofísica                                 |
| Centro de Investigación Económica                                       | Centro de Estudios Judíos                                                |
| Centro de Investigación en Neurociencia                                 | Centro para la Óptica de Rayos X                                         |
| Instituto de Investigación y Entrenamiento en Econometría               | Laboratorio del Sistema de Información Geográfica y de Detección Remota  |
| Instituto de Estereodinámica Biomolecular                               | Instituto para la Investigación sobre la Mujer                           |
| Instituto para Estudios Mesoamericanos                                  | Instituto para el Manejo de Cuencas                                      |
| Laboratorio en Haces de Iones                                           | Centro Lewis Mumford para la Investigación Comparativa Urbana y Regional |
| Red de Investigación y Recursos de Latinos de Nueva York                |                                                                          |

Los programas de posgrado en humanidades y bellas artes, ciencia y matemáticas, estudios del comportamiento social y carreras interdisciplinarias con facultades permiten obtener los grados de máster en Artes, máster en Ciencia, máster en Planificación Regional, máster en Bellas Artes, doctor en Filosofía, y certificados por cursos tomados en otra institución y por estudios avanzados.
Facultad de Ingeniería y Ciencias Aplicadas
Creado en 2005 como la Facultad de Computación e Información, su misión es formar innovadores ingenieros y científicos. Cuenta con 3 departamentos: Departamento de Ciencia Computacional, Departamento de Estudios en Información (antes Escuela de Ciencia de la Información y Políticas) y Departamento de Ingeniería en Computación; con planes para la creación de Ingeniería Eléctrica, Ingeniería Ambiental y Bioingeniería.
Facultad Rockefeller de Asuntos y Políticas Públicas
Creado en 1981, su nombre hace honor al antiguo vicepresidente y gobernador de Nueva York, Nelson Rockefeller. Es sede del Departamento de Administración y Políticas Públicas y del Departamento de Ciencia Política, encargados de preparar profesionales en servicios académicos y públicos. Cuenta con programas que otorgan grados que van desde la Licenciatura en Ciencia Política o Políticas Públicas, pasando por el máster en Ciencia Política, Administración Pública o Políticas Públicas, hasta doctorados en Ciencia Política o Administración Pública.  
La Facultad desarrolla además investigaciones sobre problemas y asuntos públicos, y ofrece asistencia al Gobierno Estatal, al Gobierno de Nueva York y a organizaciones internacionales; la cual incluye cursos especiales, conferencias, investigaciones y publicaciones. Sus centros de investigación incluyen el Centro de Desarrollo Legislativo, Centro para la Investigación de Políticas, Centro para la Mujer en el Gobierno y en la Sociedad Civil y el Centro para el Desarrollo Internacional.
Escuela de Negocios
Acreditada por la Asociación para Mejorar Escuelas Universitarias de Negocios tanto en negocios como en contabilidad. Ofrece programas académicos enfocados en habilidades para el manejo de negocios de construcción, con títulos de másteres y doctorados. Se brinda la Licenciatura de Ciencia en administración pública, contabilidad y de regulación del mercado financiero, que se concentra en los campos de negocios, tecnología, leyes y políticas públicas.
Hay cuatro carreras de administración en negocios con enfoques en distintos campos: finanzas, marketing, administración de las tecnologías de información o administración, permitiéndole a los estudiantes combinar campos. Desde principios de la década del 2000 cuenta también con un programa de honores en Análisis Financiero.
Fundada en 1970, se mudó a un nuevo edificio inaugurado en agosto de 2013, que ganó el reconocimiento LEED de oro. Su Centro de Desarrollo de Microempresas del Estado de Nueva York fue colocado entre los mejores centros del país por la Administración de Microempresas.
Escuela de Justicia Criminal
Fundada en 1966, ofrece los grados de Licenciatura, máster y doctorado. Su modelo de estudio para el grado de doctorado fue seguido por otras universidades en todo el mundo. Se concentra en el crimen y sus implicaciones sociales, como ser los patrones políticos, económicos y culturales que influencian en la creación de políticas para combatirlo. Se da énfasis particular a la interacción entre las agencias que componen el sistema de justicia criminal.
Escuela de Educación
La Universidad comenzó como un centro de enseñanza para la formación de educadores, en 1844. En 1962, al volverse una Universidad multidisciplinaria, esta labor recayó en la Escuela de Educación, que mantuvo sus facultades y programas de enseñanza. Incluyó desde 1845 hasta 1977 a la Escuela Milne, una escuela laboratorio donde los estudiantes realizaban sus prácticas. Actualmente tiene más de treinta planes de estudio con los grados de máster, Certificación y doctorado, disponibles sólo para estudiantes de posgrado, y divididos en cuatro departamentos: Administración Educacional y Estudios de Políticas, Psicología Educacional y de Orientación, Teoría y Práctica Educacional, y Lectura.   
Alberga 15 centros e instituciones que tratan problemas educacionales de investigación y ayudan a escuelas en la Región Capital. Estas incluyen la Asociación de Desarrollo Escolar del Área Capital, que da servicios a 120 distritos escolares; el Centro para la Eliminación de Disparidades Salubres de las Minorías; el Centro para la Juventud Urbana y Tecnología, y Centro de Investigación Nacional sobre el Aprendizaje y la Aptitud del Inglés (fundado en 1987).
Facultad de Preparación ante Emergencias, Seguridad del Estado y Ciberseguridad
Creada en 2015, ofrece programas interdisciplinarios para estudiantes de pregrado y de posgrado en áreas orientadas a la protección, respuesta y recuperación ante un gran número de riesgos naturales o artificiales en todo el mundo. 
Escuela de Salud Pública
Creada en 1985 como una colaboración entre la Universidad de Albany, La Universidad Estatal de Nueva York y el Departamento Estatal de Salud de Nueva York; actualmente recibe beneficios del Centro Médico de Albany. Su misión es proveer educación, investigaciones y servicios para mejorar la salud pública y reducir sus disparidades. Acreditado por el Consejo en Educación para la Salud Pública, brinda los títulos de máster en Salud Pública, máster en Ciencia, doctor de Salud Pública y doctor de Filosofía en cada uno de sus cuatro departamentos: Ciencias Biomédicas, Ciencias de Salud Ambiental, Epidemiología y Bioestadísticas, y Políticas de Salud, Manejo y Comportamiento. Su cuerpo docente se interesa en investigaciones sobre asuntos como el sida, el SIG, salud maternal e infantil, enfermedades infecciosas, entre otras. 
Escuela de Bienestar Social
Creada en 1965, suele encontrarse entre las cinco mejores escuelas de trabajo social en Estados Unidos por su trabajo investigativo y productividad. Ofrece Licenciaturas, másteres y doctorados en trabajo social. Incluye al Centro de Investigación de Riesgo Intergeneracional, Abuso de Drogas y Bienestar Infantil (fundado por el Instituto Nacional sobre el Abuso de Drogas), el Instituto de Gerontología, el Centro para la Excelencia en Servicios para el Envejecimiento, el Programa de Pasantía en el Envejecimiento, el Centro para la Investigación de Servicios Humanos, el Consorcio de Educación en Trabajo Social y el Centro de Tecnología.
Facultad de Honores
Empezó en 2003 y aceptó estudiantes por primera vez en el otoño de 2006. Su misión es crear "pequeñas experiencias de facultad", alentando la creación de pequeños grupos de estudiantes motivados. Busca aumentar la interacción entre los estudiantes recién ingresados y su respectiva facultad. Se compone de cursos, investigaciones y pasantías; todas involucran colaboración entre estudiantes y profesores, quienes dan cursos en varias disciplinas. Durante los dos primeros años, los estudiantes de honor exploran el rango de disciplinas a través de 6 o más cursos de honor. Los siguientes dos años se mueven al programa de honor dentro de sus carreras. La Facultad de Honor ofrece lecturas especiales, giras, retiros y otros viajes para expandir las oportunidades de aprendizaje, así como eventos sociales estudiantiles.

## Actividades extracurriculares
La Asociación Estudiantil de UAlbany (AE) es una corporación sin ánimo de lucro dirigida por estudiantes que reconoce, organiza y financia a 200 grupos estudiantiles; es a su vez financiada por el cuerpo estudiantil de pregrado. La AE financia muchas de las actividades estudiantiles en el campus: planea conciertos, charlas y shows de comedia; así como cursos educativos generales. Inspirado por el modelo de gobierno estadounidense, se divide en una rama ejecutiva, legislativa (de una cámara) y judicial. Posee una instalación de 3.4 km² en las montañas de Adirondack llamada Campamento Dippikill, usada para retiros y a disposición del personal y alumnado de la universidad.
En 2009 un grupo de estudiantes de la AE fundaron la Serie de Charlas Mundo al Alcance, una serie de conferencias brindadas por invitados, con el objetivo de involucrar a los estudiantes en diversos temas importantes. Las financia la AE, los Servicios Auxiliares de la Universidad y la Asociación de Alumnos, y ha tenido entre sus expositores a personajes como Bill Clinton, Magic Johnson, Bill Nye y Octavia Spencer.
Los estudiantes tienen además un periódico independiente, el Diario Estudiantil Albany, con una circulación de más de 10'000 ejemplares, y que publica continuamente desde 1916.

### Deportes
La historia deportiva de la universidad se remonta a la década de 1890, pero su crecimiento se vio obstaculizado durante varias décadas debido a las malas instalaciones, el incierto apoyo financiero y el bajo número de estudiantes masculinos (en una institución dedicada a la formación de maestros). El Tenis se mantuvo constante desde 1898 y el equipo masculino de basquetball data de 1909, pero fracasaron los intentos de establecer equipos de football americano (1922), baseball (1896-1901), natación y hockey. La expansión deportiva vino tras la Segunda Guerra Mundial, y luego en 1960 con la creación del Campus Uptown, permitiendo que los "clubes" masculinos de lacrosse, track and field, campo a través y natación evolucionaran a la categoría de "equipos universitarios", y se introdujeran los deportes de tenis, softball, hockey sobre césped, natación y basquetball para mujeres. También se cambió el sobrenombre deportivo de los "Pedagogos" a los "Gran Danés", siendo el único colegio o universidad del Estado con esa mascota.
Después de la reestructuración del National Collegiate Athletic Association de 1973, la Universidad de Albany compitió en la División III hasta el año 1996, cuando pasó a División II, y a División I en 1999. La universidad tiene ahora 19 deportes con equipos universitarios (8 masculinos y 11 femeninos) compitiendo en la División I, con todos, excepto el equipo de football americano, siendo parte de la America East Conference desde 2001. El football americano participa en la Subdivisión del Campeonato de Football Americano. Todos los programas deportivos los dirige el Departamento de Atletismo y Recreación. En la década del 2010 se construyó un complejo deportivo y recreativo de 24 millones de dólares: un campo sintético para estudiantes terminado en otoño de 2012, una instalación para football americano y fútbol completada un año después, y una pista de carrera renovada junto a un estadio en la primavera de 2014. 